# María de los Ángeles Morales
María de los Ángeles Morales Lovaine, coneguda també com a María Morales (Madrid, 14 de gener de 1929 - Madrid, 28 de maig de 2013) fou una soprano espanyola activa entre els anys 1947 i 1954. Fou també actriu en pel·lícules de temàtica relacionada amb la música escènica.

## Biografia
María de los Ángeles Morales va estudiar cant al Conservatori de Madrid amb la cantant Lola Rodríguez Aragón, una soprano que va tenir alumnes molt notables al llarg del seu exercici com a professora. Morales va acabar els estudis l'any 1947, obtenint com a final de carrera el Premi Lucrecia Arana.
Va fer la seva presentació operística a Madrid a finals de 1947, al Teatre Madrid, amb un gran èxit, cantant els papers protagonistes de les òperes Lucia di Lammermoor de Gaetano Donizetti i Rigoletto de Giuseppe Verdi. Abans havia aparegut en algun concert a la mateixa ciutat. El gener de 1948 va cantar a l'Ateneu de Madrid, juntament amb la seva professora Lola Rodríguez Aragón i altres alumnes d'aquesta, una selecció de peces de les Cantigas de Santa María del rei Alfons el Savi. El febrer de 1948 va estrenar el cicle Cuatro madrigales amatorios del compositor Joaquín Rodrigo al Cercle Medina, juntament amb les cantants Blanca María Seoane, Celia Langa i Carmen Pérez Durías, amb el compositor acompanyant al piano. El març de 1948 va participar en el Teatre Espanyol de Madrid en la reposició de dues sarsueles, El mal de amores (1905), amb música de Josep Serrano, i Una vieja (1860), amb música de Joaquín Gaztambide. A l'abril va estrenar al mateix teatre, amb l'Orquestra Nacional d'Espanya sota la direcció d'Eduard Toldrá, Las ausencias de Dulcinea, també de Joaquín Rodrigo. El maig de 1948 va participar en dos concursos de cant, el primer a Madrid, el Concurs Internacional de Música al Monumental Cinema. En aquest concurs va ser escollida per a participar en el següent, que es va celebrar a la població neerlandesa de Scheveningen: el Primer Concurs Internacional de Cant organitzat per Philips Radio Einhoven. Ángeles Morales va obtenir als 19 anys el primer premi de cant, un fet que li va ajudar a obrir-se camí com a intèrpret internacional.
El 25 de juny de 1948 la revista Sintonia va organitzar un homenatge a la cantant al Teatro de la Zarzuela de Madrid, pel triomf aconseguit al Concurs Internacional de Música dels Països Baixos. Llavors Morales va cantar el paper de Lucia de Lucia di Lammermoor, amb els cantants Giuseppe Manacchini, Enrique de la Vara i Sebastián "Chano" Gonzalo, sota la direcció del mestre Josep Sabater i amb l'Orquestra Simfònica de Ràdio Nacional d'Espanya. El 13 de novembre de 1948 va fer el seu debut al Gran Teatre del Liceu de Barcelona, cantant el paper de Rosina a El barber de Sevilla de Gioachino Rossini, acompanyada del tenor italià Amerigo Gentilini (Comte Almaviva) i del baríton Gino Bechi (Fígaro), sota la direcció de l'italià Napoleone Annovazzi. Al programa de mà del Liceu, el peu de foto de la imatge de la cantant madrilenya indicava "Victoria de los A. Morales", justificant el que la cantant escollís com a segon nom artístic el de María Morales. Malgrat les bones crítiques i la bona acollida del públic mai no tornaria a cantar al Liceu.
L'abril de 1949 va fer la seva presentació a Sevilla, cantant La traviata, al Teatre Lope de Vega. Uns mesos més tard, al juny de 1949, va fer la seva presentació al Teatre Colón de Bogotà. El març de 1950 s'estrenava a Madrid una pel·lícula amb el mateix títol de la popular sarsuela La revoltosa, a la qual les parts cantades per la protagonista, Pepa, tenien la veu d'Ángeles Morales. L'actriu que va interpretar aquest paper va ser Carmen Sevilla. El maig de 1950 va inaugurar la temporada d'òpera del Teatre Espanyol de Madrid, cantant La traviata juntament amb Enrique de la Vara i el baríton català Raimon Torres. En aquesta temporada de l'Espanyol va cantar també la sarsuela Doña Francisquita d'Amadeu Vives. Després de representar aquesta obra va marxar a París, tornant al cap de poc per a participar en La Granja de San Ildefonso en la recepció oficial de celebració del cop d'estat del general Franco (18 de juliol). L'octubre de 1950 s'estrenava una segona pel·lícula amb Ángeles Morales, Teatro Apolo, a la qual hi participava també l'actor i cantant mexicà Jorge Negrete. Per la seva participació en aquestes pel·lícules, el febrer de 1951 li va ser concedit un premi de cinematografia com a actriu novella. L'octubre de 1951 s'estrenaria una altra pel·lícula amb participació d'Ángeles Morales: La canción de la Malibrán, de l'escriptor, actor i director Luis Escobar, a la qual feia el paper de la soprano Maria Malibran, amb molt poc paper d'actriu i molt de cantant. Al llarg d'aquest any de 1951 va participar en alguns concerts a Madrid, amb la Orquestra de Cambra de Madrid sota la direcció d'Ataúlfo Argenta, que van continuar el 1952.
El febrer de 1952 va participar en un Festival Falla al Teatre Espanyol de Madrid organitzat per l'Ateneu de Madrid, on va cantar les Set cançons populars de Manuel de Falla. Aquell dia van cantar també La vida breve de Falla els cantants Toñy Rosado i Manuel Ausensi, entre d'altres. Al Festival va assistir el general Franco. El mes següent cantava a l'Opéra-Garnier París el paper de Violetta a La traviata de Verdi. Pocs dies després va interpretar la Lucia di Lammermoor al Teatre Chaillot de París. Aquesta mateixa òpera la va cantar el 17 d'abril de 1952 a la temporada d'òpera de Sevilla, al Teatre Lope de Vega. El maig de 1952 s'estrenava una altra pel·lícula amb ella com a protagonista, De Madrid al cielo, del director Vicente Escrivá. Les crítiques negatives per la seva actuació com a actriu van continuar. El juny va actuar en la representació de La traviata al Teatre Calderón de Madrid, en la sessió de tancament de la temporada d'aquesta teatre. L'octubre se li concedia el Premi Nacional d'interpretació lírica, per part del Consell Superior del Teatre. El desembre va tornar a cantar a París, a la Salle Gaveau.
El març de 1953 va participar en l'Ateneu de Madrid en l'homenatge al compositor Jesús García Leoz, mort el 23 de febrer de 1953. Va compartir escenari amb Pilar Lorengar i Toñy Rosado, entre d'altres.
Es va retirar després de casar-se, cantant per últim cop al Teatre Lope de Vega de Sevilla l'òpera El baber de Sevilla de Rossini l'abril de 1954.

## Vida personal
Va intervenir en una emissió experimental de Televisió Espanyola l'any 1948.
Es va casar amb Enrique Blanco Arroyo, propietari dels laboratoris cinematogràfics Madrid Film i de la productora Iberia Cines. Es van casar a l'església de San Francisco el Grande de Madrid pocs dies després del seu comiat de Sevilla, el maig de 1953. Van tenir una filla, María, qui va esdevenir una bona ballarina.

## Discografia
Va enregistrar només dues obres completes:
- Doña Francisquita d'Amadeu Vives, amb María de los Ángeles Morales (Doña Francisquita) María Dolores García (Doña Francisca), Angelita Calvo (La Buhonera), María del Carmen Pérez Parral (Doña Liberata), Ana María Iriarte (Aurora la Beltrana), Carlos Munguia (Fernando), Julio Uribe (Cardona),Juan del Campo (Juan Andrés), José María Maiza (Don Matías), Juan de Andía (Lorenzo Pérez), el Cor de Cambra de l'Orfeón Donostiarra i l'Orquestra Simfònica sota la direcció d'Ataúlfo Argenta. Alhambra MCC 30.014/15, 1954.
- Luisa Fernanda, de Federico Moreno Torroba, amb Ana María Fernández (Mariana), Fuensanta Solá (Luisa Fernanda), María de los Ángeles Morales (Carolina), Julita Bermejo (Rosita), Carlos Munguia (Javier i Saboyano), Manuel Ausensi (Vidal), Gran Orquestra Simfònica dirigida per Ataúlfo Argenta, Alhambra 1954.